# Prêmio Internacional de Mérito em Engenharia Estrutural
O Prêmio Internacional de Mérito em Engenharia Estrutural (em inglês:  International Award of Merit in Structural Engineering) é uma condecoração concedida desde 1976 pela Associação Internacional para Pontes e Engenharia Estrutural.
O prêmio é concedido a indivíduos que contribuíram com obras fundamentais em engenharia estrutural. O valor fundamental da obra é sua utilização social. As áreas de atuação abrangem portanto planejamento, esboço, construção, materiais, equipamentos, formação, pesquisa, regência e capacidade empresarial.

## Laureados
- 1976 - Kiyoshi Mutō
- 1977 - Ulrich Finsterwalder
- 1978 - Anton Tedesko
- 1979 - Oleg Kerensky
- 1980 - Nicolas Esquillan
- 1981 - Fritz Leonhardt
- 1982 - Fazlur Khan
- 1982 - Georg Winter
- 1983 - Guido Oberti
- 1984 - Henrik Nylander
- 1985 - Júlio Ferry Borges
- 1986 - Masatane Kokubu
- 1987 - Guohao Li
- 1989 - Hans Wittfoht
- 1990 - Lars Östlund
- 1991 - Jörg Schlaich
- 1992 - Leo Finzi
- 1993 - Jean Muller
- 1994 - T. N. Subbarao
- 1995 - Mamoru Kawaguchi
- 1996 - Alan G. Davenport
- 1997 - Bruno Thürlimann
- 1998 - Peter Head
- 2000 - John E. Breen
- 2001 - John W. Fisher
- 2002 - Ian Liddell
- 2003 - Michel Virlogeux
- 2004 - Chander Alimchandani
- 2005 - Jean-Marie Cremer
- 2006 - Javier Manterola
- 2007 - Manabu Ito
- 2008 - Tom Paulay
- 2009 - Christian Menn
- 2010 - Man-Chung Tang
- 2011 - Leslie Earl Robertson
- 2012 - H.-F. Xiang
- 2013 - Theodossios Tassios
- 2014 - William Frazier Baker
- 2015 - José Calavera Ruiz
- 2016 - não concedido
- 2017 - Juan José Arenas
- 2018 - Tristram Carfrae
- 2019 - Niels Jørgen Gimsing